# Zehntneria secundaria
Zehntneria secundaria is een wandelende tak uit de familie Bacillidae. De wetenschappelijke naam van deze soort is voor het eerst voorgesteld door Karl Brunner-von Wattenwyl in een publicatie uit 1907. De verspreiding van deze soort is onbekend.